# Cuanza Sul
Cuanza Sul er en provins i Angola. Den har et areal på 55.600 km2
og et befolkningstal på 1.881.873 (2014) indbyggere. Sumbe er hovedbyen i provinsen.
Cuanza Sul ligger på den sydlige bred af Cuanza-floden.

## Eksterne links
- angola.org.uk Arkiveret 13. februar 2008 hos  Wayback Machine
- Den amerikanske styremagts statistik fra 1988
- 2014 Population census (INE Angola) - page 89

10°38′00″S 14°30′00″Ø / 10.633333333333°S 14.5°Ø